# Semachrysa pulchella
Semachrysa pulchella là một loài côn trùng trong họ Chrysopidae thuộc bộ Neuroptera. Loài này được Tsukaguchi miêu tả năm 1995.